# Squier
Squier é uma marca de instrumentos musicais que pertence à Fender Musical Instruments Corporation.

## História

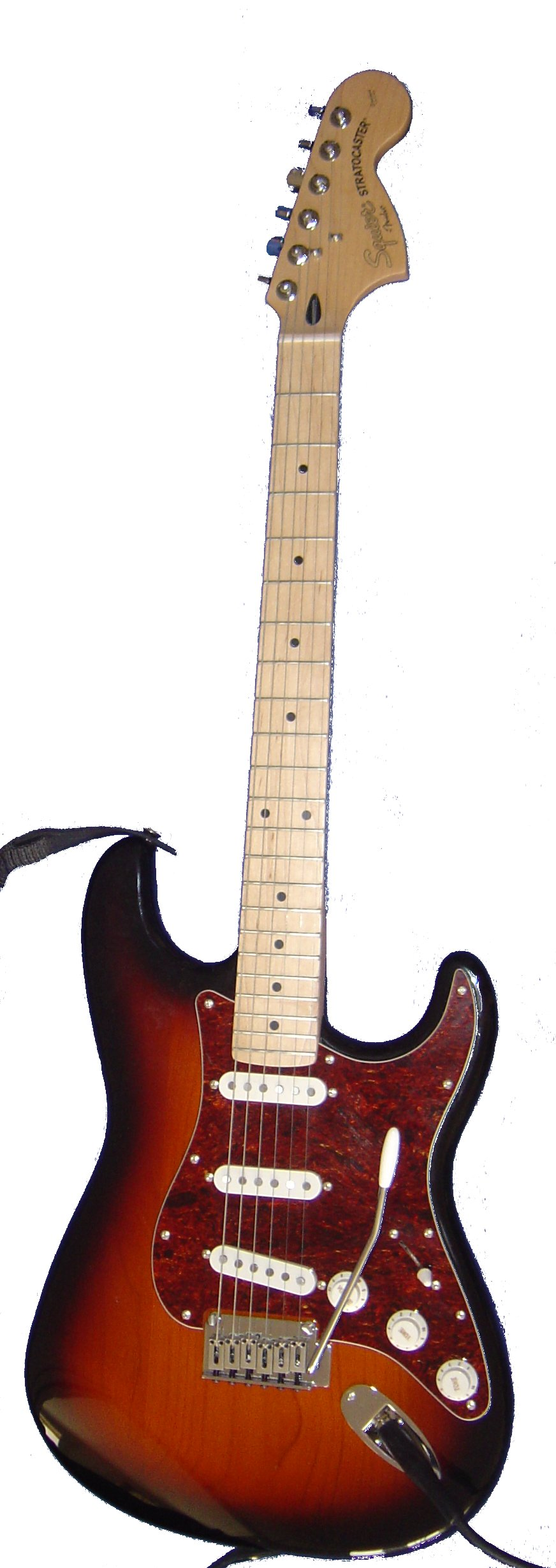
Squier Stratocaster Standard.

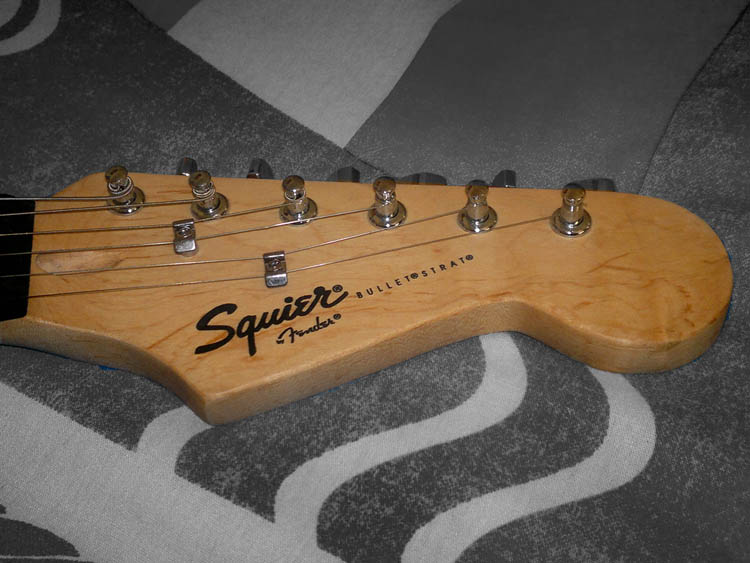

### VC Squier
Jerome Bonaparte “JB” Squier, um jovem imigrante inglês que chegou a Battle Creek, nos Estados Unidos, no final do século XIX, era um fazendeiro e fabricante de sapatos que havia aprendido a fina arte Europeia de luthieria de violinos. Ele se mudou para Boston em 1881 e construía e consertava violinos com seu filho Victor Carroll (V.C.) Squier. Até hoje, seus violinos são reconhecidos pelo acabamento excepcional e estão entre os violinos mais caros e tradicionais dos primeiros fabricados nos EUA. De fato, J.B. Squier está entre os melhores fabricantes de violinos dos EUA e é reconhecido como “O Stradivarius Americano”.
Victor voltou para Battle Creek e abriu sua própria loja em 1890. Conforme ele obtinha sucesso nos negócios, mudou a fábrica para um lugar maior e fez parcerias com diversas escolas de música e violinistas famosos.
Até 1900, as melhores cordas para violino eram feitas na Europa, então Victor Squier começou a fazer suas próprias cordas. E sua empresa cresceu tão rapidamente que ele e seus empregados tiveram que improvisar e transformaram uma máquina de tecer em uma máquina de enrolar fio, produzindo cerca de 1000 cordas de alta qualidade por dia. As cordas de violino, banjo e guitarra/violão Squier se tornaram conhecidas em todo o país graças à sua qualidade e ao preço justo.
Na década de 1930 Squier passou a fabricar cordas para os novos instrumentos elétricos da época e o nome Fender cruzou o caminho de Squier nos anos 50, quando Squier passou a fornecer cordas para o inventor Leo Fender utilizar em suas modernas e diferentes guitarras elétricas. Em 1963, a Squier se tornou um fabricante de equipamentos oficiais para a Fender, sendo vendida para a famosa marca de guitarras em 1965, um pouco antes da CBS comprar a própria Fender. No meio dos anos 70, o nome Squier foi aposentado e as
cordas passaram a utilizar o nome Fender.

### A partir de 1965
Fender, sob propriedade da CBS, adquiriu a marca Squier em 1965, quando essa foi comprada nos Estados Unidos, porém ficou inativa por muitos anos.Antes que a série Fender Squier fosse apresentada em 1982, Fender produzia guitarra a preços baixos assim como as Fender Lead Series em sua fábrica na California.Até a introdução da série Fender Squier, Fender sempre tinha produzido guitarras de baixo custo baseado em suas principais guitarras Fender Stratocaster e Fender Telecaster e sempre tinha usado diferentes desenhos para suas guitarras mais baratas.
No final da década de 1970 e começo da década de 1980, a Fender estava enfrentando a concorrência das guitarras de baixo preço feitas no Japão.As Fender mais baratas feitas na America não podiam competir com os baixos preços das feitas no Japão (cópias da Fender). No começo da década de 1980 os custos do trabalho e de produção japoneses eram muito mais baixos que na América, e para competir com as guitarras japonesas, a Fender mudou a produção das guitarras baratas da América para o Japão.
Fender estava também perdendo vendas no Japão para as marcas japonesas de guitarra como Tokai, Greco Guitars e Fernandes Guitar e o estabelecimento da Fender no Japão beneficiaria as vendas da mesma no Japão assim como no exterior.Fender iniciou negociações com muitos distribuidores de instrumentos musicais no Japão e conseguiu um acordo com Orville Gibson-através de Yamano Gakki e Greco Guitars para estabelecer a Fender Japan.Yamano Gakki é também conhecido por fazer parte das empresas Gibson e Epiphone.Kanda Shokay era proprietário da marca Greco e uma das condições era que a o acordo com a Fender Japan era que Shokai parasse com a produção de suas cópias Greco dos modelos tradicionais da Fender.
Esse acordo beneficiou a Fender porque moveu as réplicas Greco Fender do mercado japonês que estava vendendo no Japão a preços muito mais baixos que as Fenders fabricadas na América e isso também beneficiou Kanda Shokai porque Kanda Shokay podia então distribuir as guitarras da Fender feitas no Japão .Mais negociações entre Fender e fábricas de guitarra japonesas foram feitos. Tokay estava seriamente pensando em começar a construir suas primeiras Fenders japonesas, mas depois das interrupções nas negociações, FujiGen Gakki foi escolhido.
A primeira série Squier JV foi lançada em julho/agosto de 1982 e ao longo do tempo a série foi evoluindo lentamente para incluir os modelos originais e a produção se mudou do Japão para outros países asiáticos assim como a Coreia e a China.

## Series Iniciais JV e SQ
O primeiro modelo da Fender Japão foi apresentado em Maio de 1983 e eram da série de 1957 a 1962, e que eram os modelos Fender Stratocaster ST'57-115,ST'57-85, ST'57-65, ST'62-115, ST'62-85, ST'62-65 e os baixos Precison modelos PB'57-95, PB'57-70, PB'62-98, PB'62-75.Esses modelos eram modelos da Fender e não modelos da Squier. Eles tinham captadores da Fender USA instalados e eram feitos para o mercado japonês somente e não para exportação .
A Fender logo adicionou exportações menos caras da serie Squier baseada nas séries Fender Japão 1957 e 1962 em Julho/Agosto de 1982, que tinham um grande logo da Fender com um pequeno logo da Squier e possuíam um zinco no lugar da alavanca de aço , tinham também captadores da Fender USA instalados.A serie Squier estava também disponível para o mercado japonês em Outubro de 1982, incorporando pequenas mudanças comparada às versões de exportação.O grande logo da Fender para as Squier de exportação ia mudar em breve para um grande logo da Squier.
As primeiras guitarras da Fender Japão eram conhecidas como JV Fenders e JV Squier, sendo que JV era abreviação de "Joint Venture" para refletir o acordo entre Fender e FujiGen Gakki e eram feitos pela fábrica de FujiGen Gakki no Japão, usando suporte técnico da Fender dos Estados Unidos.A série Squier SQ foi apresentada no final de 1983 e começo de 1984. A serie Squier SQ era baseada mias nos modelos da Fender de 1970 e tinham também captadores japoneses instalados.

## Squier Classic Vibe Series

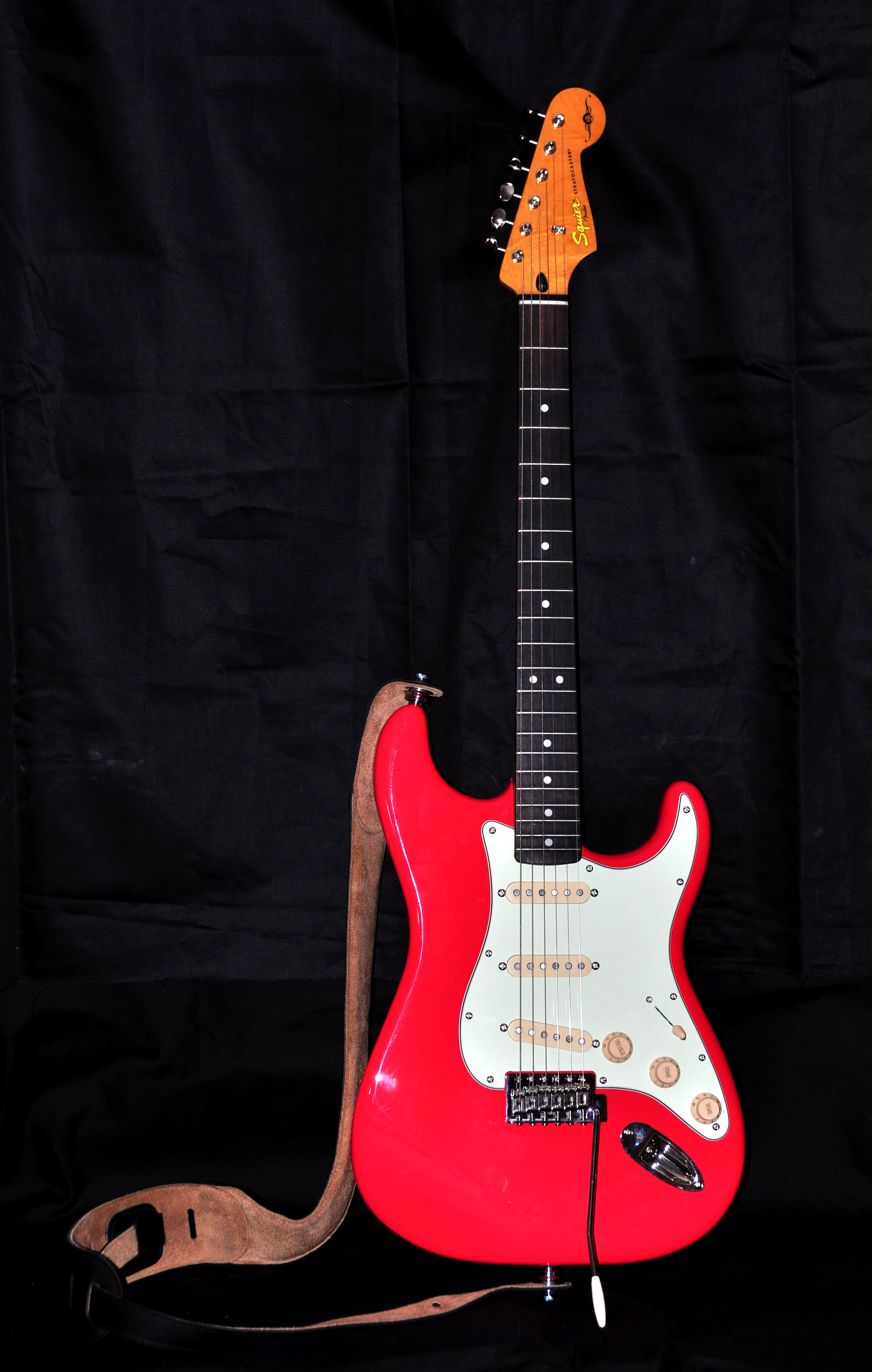
Squier Classic Vibe

Em 2008 Squier lançou sua série Classic Vibe. Uma série de guitarras e baixos elétricos espelhados nos clássicos designs das Fender dos anos 50 e 60.Cada peça refletindo o hardware, madeira e variações de cores , acabamento, contornos do corpo e características tonais de suas respectivas eras.Embora o objetivo da Squier nessa série não fosse recriar a era de forma totalmente fiel, mas sim trazer a vibração de um design clássico da Fender.
A Série Classic Vibe de guitarras e baixos incluem os seguintes modelos:
- Classic Vibe Stratocaster (50's and 60's)
- Classic Vibe Telecaster (50's and 60's)
- Classic Vibe Duo Sonic 50's
- Classic Vibe Precision Bass (50's and 60's)
- Classic Vibe Jazz Bass 60's

A série de guitarras Classic Vibe começaram com o serial CG seguidos da letra da Fábrica e ano em que foram fabricadas.

## Rastreamento do número de Série
O que se segue é um método aproximado em que a Squier data o número de série dos instrumentos fabricados.

### Squiers Japonesas
Para a data do número de série, consulte o serviço 'Fender's serial number dating service'.
As Squiers Japonesas MIJ (Made in Japan) foram feitas por FujiGen até 1997 e as Squiers Japonesas CIJ (Crafted in Japan) foram feitas pela Tokai e Dyna a partir de 1997.

### Squiers Mexicanas
MN: M = Mexico, N = Anos Noventa (1990s), o primeiro número seguindo o prefixo do número de série é o ano.
MZ: M = Mexico, Z = 2000's, o primeiro número seguindo o prefixo do número de série é o ano.
Por exemplo
- "MN8" indicates indica que foi produzida em Ensenada,Mexico entre 1998 e 1999
- "MZ1" indicates indica que foi produzida em Ensenada,Mexico entre 2001 e 2002

### Squiers USA
Algumas Squiers feitas nos Estados Unidos tem um serial number começando com E = Anos 80 (1980s) e algumas tem número de série começando com N = Anos Noventa (1990s).
Algumas Squiers feitas nos Estados Unidos tem um selo serial 000XXX na junção do braço com a guitarra sem letras e sem número de série no headstock.
As Squiers Americanas foram feitas por menos de um ano abrangendo um período entre 1989 e 1990 antes que a produção das Squiers retornasse ao México.

### Squiers Coreana
CN/VN: C = Cor-Tek (Cort), V = Saehan(Sunghan), S sempre significa que foi produzida pela Samick então Saehan(Sunghan) usou used V no lugar (Saehan(Sunghan) feito por Vester guitars), N = Anos noventa (1990s), o primeiro número seguindo o prefixo do número de série é o ano.
Por exemplo
- "CN5" = feita por Cor-Tek (Cort) em 1995.
- "VN5" = feita por  Saehan(Sunghan) em 1995.

KC/KV: KC (Korean Cor-Tek (Cort)) e KV (Korean Saehan(Sunghan)), o prefixo do número de série é seguindo por 2 números do ano.
Por exemplo
- "KC97" = feita por Cor-Tek (Cort) em 1997.
- "KV97" = feita por Saehan(Sunghan) em 1997.

O prefixo do número de série KC e KV são geralmente usado nas Squier montadas na Coreia.
S/E: Os prefixos de número de série S e  E das Squier Coreanas vão do fim da década de 1980/começo da década de 1990.
S = Samick, E = Young Chang, Números de série com a letra E foram usados pela marca Young Chang's Fenix.
O primeiro número seguindo o prefixo de número de série é o ano.
As primeiras guitarras feitas na Coreia eram aquelas com número serial escrito em prateado E1+ 6 dígitos.
Por exemplo
- "E1 + 6 dígitos com série prata = feitas por Young Chang entre 1987 e 1988.
- "S9" = feitas pela Samick em 1989.
- "E0" = feitas pela Sung-Eum em 1990.
- "E1" com serial negro  = feitas por  Sung-Eum em 1991.

Existem muitos números de serie de Squiers Coreanas sem o prefixo numeral e 6 ou 7 números e o primeiro número é o ano.
Algumas feitas no começo dos anos 90 têm o serial number com o prefixo M seguido de 7 números , apresentando um braço em maple com alto brilho em um corpo mais fino de 40mm feito de madeira compensada.

### Squiers Chinesas e de Taiwan
YN: Y = Yako (Taiwan), N = Anos noventa (1990s), o primeiro número seguindo o prefixo do número de série é o ano.
Por exemplo
- "YN5" = feita por Yako em 1995.

CY: C = China, Y = Yako (Taiwan),  o prefixo do número de série é seguido por 2 números do ano.
Por exemplo
- "CY97" = feita por

```
Yako em 1997.
```

séries CY, COS ou COB são geralmente usados em Squiers montadas na China.
Algumas chinesas foram feitas pela Gretsch guitars e também tem CY como prefixo.
Diversos prefixos chineses: CD, CT, CJ, NC: C = China, o primeiro número seguindo o prefixo é o ano.
Provavelmente feitas por Yako (Taiwan). A fábrica em que o prefixo COB foi originado permanece um mistério. Sem documento ou comentários do fabricante para elucidar a questão sobre qual fábrica produziu elas.
Algumas Squiers que foram vendidas somente no mercado chinês e asiático foram feitas por Axl na China, essas guitarras geralmente têm o serial number começando com CXS; com 'X' sendo uma abreviação para 'Axl'.
As guitarras e baixos Squier da série Classic Vibe começam com CG. ex. CGSxxxxxx

### Squiers da Indonésia
IC: I = Indonesia, C = Cor-Tek (Cort), o prefixo do número de série é seguido por 2 números que representam o ano.
IS: I = Indonesia, S = Samick, o prefixo do número de série é seguido por 2 números que representam o ano.
Por exemplo
- "IC02" Feito em 2002.

Em 2009/2010 algumas Squiers da Indonésia tiveram prefixo como ICS09XXXXX e ICS10XXXXX. Existiram números de modelos Standard que tiveram o prefixo ICS , algumas tiveram FSR mas algumas foram apenas modelos normais especiais.Dessa forma, parece que o S em ICS é apenas uma indicação que se trata de uma fábrica de modelos especiais ou guitarras FSR (fabricadas pela Cor-Tek na Indonésia). Também parece provável que qualquer guitarra FSR começando com ICS pode ser uma Squier Standard ao oposto dos outros modelos como Classic Vibe, Vintage Modified, Deluxe, etc.

### Squiers Indianas

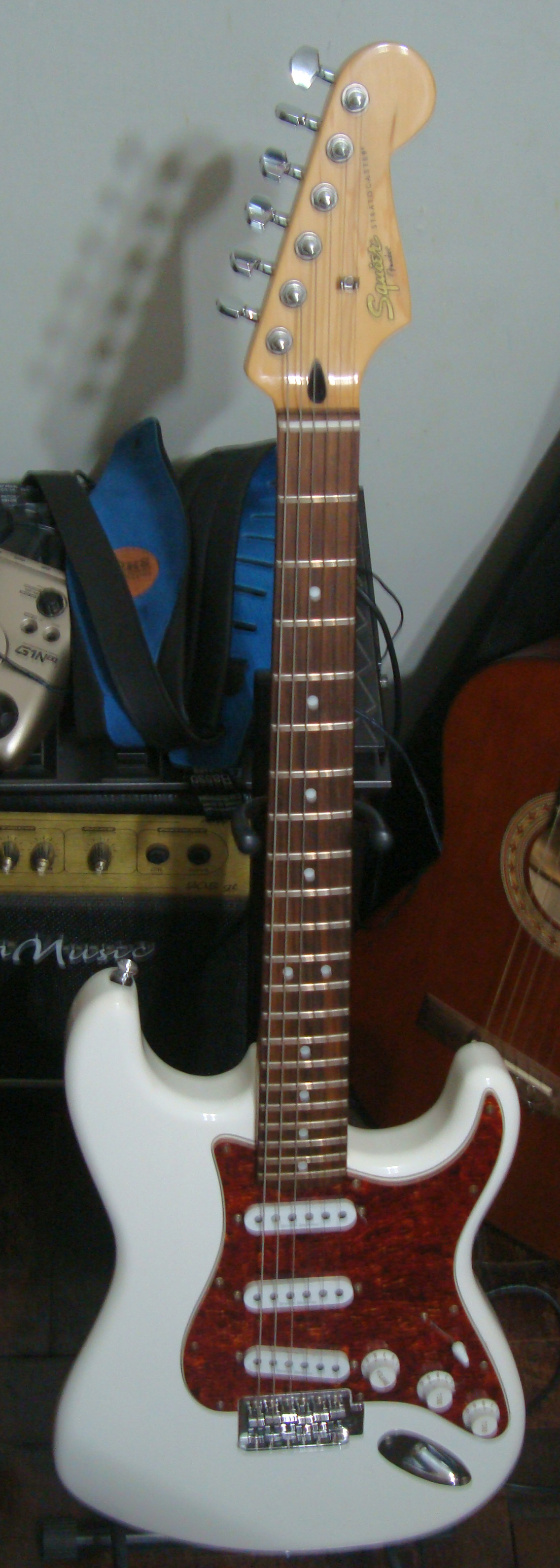
Squier Stratocaster Vintage Modified Series 2008

Algumas Squiers IIs foram fabricadas na Ìndia por volta de 1989 e 1990. O headstock vinha com a inscrição: "MADE IN INDIA". Squier IIs feitas na India parecem seguir as especificações dos números de série das fabricadas nos Estados Unidos. Por exemplo uma Squier II Indiana feita em 1990 tem o número de série começando com N0 mais cinco dígitos.O número de série é impresso num adesivo localizado nas costas do braço, perto de onde o braço é parafusado com o corpo.Pelo fato do número estar em um adesivo é comum encontrar a guitarra sem o número de série.
Algumas Squiers mais recentes, incluindo os modelos Vintage Modified Series, com o número de série começando com SH, foram introduzidas em 2007.